# Párafarm

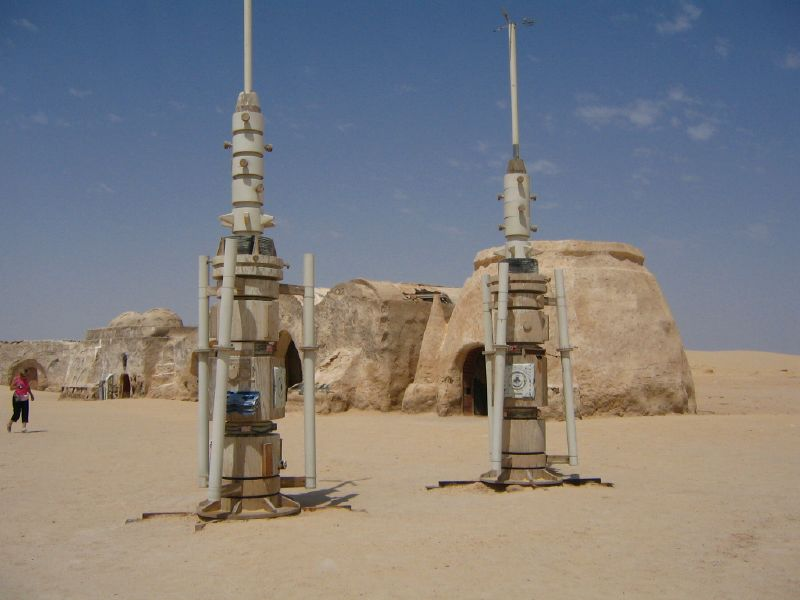
Párafarm makett a mai Tunéziában, az előtérben két páralecsapoló

A párafarm (az eredetiben: „moisture farm”, a berendezés neve: „moisture vaporator”) a Csillagok háborúja elképzelt univerzumában egy életfontosságú építmény az olyan száraz bolygókon, mint például a Tatuin és az Ord Mantell.
Segítségével a párafarmerek a növénytermesztéshez vizet állítanak elő a viszonylag száraz légkörből.
A legismertebb párafarmer Luke Skywalker, aki Owen bácsijával és Beru nénijével él egy párafarmon a Tatuin bolygón. Nekik 63 páralecsapoló berendezésük van a farmjuk körül.

## Leírása
A vizet a nagy meleg miatt a föld alatt termesztett növények locsolására használják, a fölösleget pedig tartályokban gyűjtik össze, és vagy elcserélik valamire, vagy eladják a városokban. A növények egy részét a farmerek maguk használják fel, a többi részét eladják. A fő bevételi forrást az értékes víz eladása jelenti.
A párafarm növényei és az egész lakóterület (nappali, háló, konyha, ebédlő, raktárak stb.) a nagy meleg miatt a föld alatt helyezkedik el, ahonnan 10-20 méter átmérőjű, süllyesztett udvaron vagy egy kupolához csatlakozó kapun lehet kijutni a szabadba.

## Elhelyezkedése
A Tatuin Judland Wastes nevű területétől északra és délre is lazán elszórt párafarmok helyezkednek el, amik jól szervezett lakóközösségeket alkotnak. A párafarmerek egymásra vannak utalva, és ez erős köteléket hozott létre a látszólag elszigetelten élő családok között. Megosztják a berendezéseiket, cserélik azokat egymás között, segítséget nyújtanak egymásnak a javításban, hiány esetén pedig élelmiszerrel vagy gyógyszerrel is.

## Működése
A párakivonó a levegőben lévő párát hasznosítja ionizálás és hűtés alkalmazásával. A berendezés a levegő 1,3%-os páratartalma mellett is képes működni; a Tatuinon ez átlagosan 5,4%-os.
A működés elve valószínűleg az a fizikai jelenség, hogy a levegőben lévő nedvességtartalom a kellően hideg felületek közelében telítetté válik és kicsapódik.

## Vásárlás, eladás
A párafarmerek ritkán vásárolnak új berendezést. Ennek oka egyrészt azok különlegessége és az ebből következő ritkasága, másrészt a farmerek az idők folyamán megtanulták a berendezéseiket javítani, átalakítani a saját műhelyeikben.
Ha mégis szükségük van olyan berendezésre vagy alkatrészre, amit nem tudnak előállítani (droidok, szivattyúk, teljesítmény-átalakítók), azokat vagy a városokban található használtalkatrész-piacokon szerzik be, vagy a dzsaváktól, megvárva, amíg valamelyik homokkúszó az otthonuk közelébe ér.
A dzsavák ugyanis az igen lassan haladó homokkúszókkal vándorolnak a sivatagban, és minden technikai berendezést összeszednek, amit hasznosítani tudnak. A járművükben javítóműhely is van, ahol a talált tárgyakat működőképessé tudják tenni, vagy be tudják olvasztani azokat nyersanyagnak.
Bár a párafarmerek számára nem veszélytelen a városokba való elutazás a hatalmas sivatagokon keresztül, sokszor mégis inkább ezt a módszert választják a dzsavákkal való üzletelés helyett. A használt alkatrészek ugyanis, amit a városokban meg tudnak venni, rendelkeznek a működésükre vonatkozó némi jótállással, lehet tudni, kik voltak az előző tulajdonosaik, és milyen javításokat végeztek azokon. A dzsavák által kínált holmi ezzel szemben semmiféle garanciával nem rendelkezik, nincs története (ha droid, a dzsavák kitörlik a memóriáját), és gyakran lopott.

## Közlekedés
Mivel a Tatuinon gyakorlatilag nincsenek utak, a párafarmerek ún. terepsiklót használnak közlekedésre. A terepsikló (melynek több fajtája létezik) a talaj fölött lebeg antigravitációs berendezése segítségével, a homokos, sziklás talajt sohasem érinti. Meghajtása légturbinákkal történik, ami nagy sebesség elérését teszi lehetővé. Rendszerint kettő vagy négy utas szállítására alkalmasak, és arra használják őket, hogy a farm körül nagy távolságban elhelyezkedő berendezéseket közelítsék meg velük.

## Megjelenése

### A filmekben
Elvileg több filmben is megjelenik, ahol a Tatuin bolygó felszíne közelről látható.
- Csillagok háborúja II: A klónok támadása
- Csillagok háborúja III: A Sith-ek bosszúja
- Csillagok háborúja IV: Egy új remény – első megjelenés

### Videojátékokban
- Star Wars: Knights of the Old Republic (KoTOR)
- Star Wars: Rogue Squadron (1998)
- Star Wars Galaxies (MMORPG, 2003)
- Star Wars: Galactic Battlegrounds

### Képregényekben
- Qui-Gon and Obi-Wan: Last Stand on Ord Mantell (2001) – szöveg: Ryder Windham, rajz: Ramón F. Bachs
- Oh!! Jawajawa (Tokyopop kiadó)

### Könyvekben
- Elizabeth Hand: Boba Fett: Hunted (2003)
- Troy Denning: Tatooine Ghost (Del Rey kiadó, 2003)
- Christie Golden: Omen (2009)

## Párafarm a Földön
Műszakilag teljesen eltérő a tatuini berendezésektől az a földi technológia, mivel 2006 óta Peru és Chile egyes igen száraz területein a levegőből nyert párát hasznosítják növények termesztésére. A terület a Csendes-óceán és az Andok nyugati oldala között helyezkedik el. Az éves csapadékmennyiség ezen a területen 15 mm (Magyarországon legalább 500 mm).
A part menti sivatagok klímájának hármas sajátossága:
- a Csendes-óceán felől állandóan száraz levegő áramlik be;
- az Andok megállítja a kelet felől érkező nedvességet;
- a hideg Humboldt-áramlat lehűti a levegőt az óceán felszíne fölött, így felhők képződnek, amik a szárazföld fölött egészen 1000 méteres magasságig emelkednek.

Az így keletkező párát már az ókorban is hasznosították, így oázisok alakultak ki (növényekkel, állatokkal), később azonban a túllegeltetés miatt a nedvességet „megfogó” fák eltűntek. Ezek helyett manapság hálókat alkalmaznak.
A levegőben lévő nedvesség (ami júniustól novemberig sűrű köd formájában jelenik meg reggelenként) a 8 méter széles és 4 m magas hálókon kicsapódik, és föld alatti tartályokba folyik. Egy ilyen hálóval legalább napi 60 liter víz nyerhető, de akár 500 liter is. A háló felső széle a földtől 5,5 méterre van; az oldalai facölöpökhöz vannak rögzítve. Sűrű szövésű műanyagból készül, amit máshol gyümölcsfák nap elleni oltalmára használnak. Az ilyen háló Peruban sok helyen beszerezhető, és viszonylag olcsó.
Az Atiquipa Rural Community Association által szervezett mintegy 80 család egy év alatt összesen 12 millió liter vizet állít elő így.
Az ezzel a megoldással foglalkozó szakemberek hangsúlyozzák, hogy az általuk alkalmazott technika csak a különleges klimatikus viszonyok miatt és csak kis területre korlátozódva működőképes.